# Josimar (futbolista nacido en 1961)
Josimar Higino Pereira (Río de Janeiro, Brasil, 19 de septiembre de 1961), más conocido como Josimar, es un exfutbolista brasileño, que se desempeñó como defensa y que militó en diversos clubes de Brasil, España, Bolivia y Venezuela.

## Clubes
| Club                | País      | Año       |
| ------------------- | --------- | --------- |
| Botafogo            | Brasil    | 1982-1988 |
| Sevilla FC (cedido) | España    | 1988      |
| Flamengo            | Brasil    | 1989-1990 |
| Internacional       | Brasil    | 1991      |
| Novo Hamburgo       | Brasil    | 1991      |
| Bangu               | Brasil    | 1991      |
| Uberlândia          | Brasil    | 1992      |
| Ceará               | Brasil    | 1992      |
| Jorge Wilstermann   | Bolivia   | 1992-1994 |
| Nacional Fast       | Brasil    | 1994-1996 |
| Mineros de Guayana  | Venezuela | 1997      |

## Selección nacional
Ha sido internacional con la Selección de fútbol de Brasil; donde jugó 16 partidos internacionales y anotó 2 goles por dicho seleccionado. Incluso participó con su selección, en 1 Copa Mundial. La única Copa del Mundo en que Josimar participó, fue en la edición de México 1986, donde su selección quedó eliminada en cuartos de final, a manos de su similar de Francia en Guadalajara y curiosamente, los 2 goles que Josimar anotó en ese Mundial (1 ante Irlanda del Norte y otro ante Polonia), fueron los 2 goles que anotó por el seleccionado.